# Yaogan Weixing
Yaogan Weixing (chinesisch 遥感卫星, deutsch „Fernerkundungssatellit“, kurz Yaogan) ist eine Sammelbezeichnung für diverse Erdbeobachtungs- und Aufklärungssatelliten der Volksrepublik China. Die technischen Daten dieser Satelliten sind geheim. Während die chinesische Regierung ihren Zweck fast durchgehend als zivile Erdbeobachtung beispielsweise zur Landvermessung und für den Katastrophenschutz darstellt, gehen westliche Beobachter und Geheimdienste – insbesondere in den USA – überwiegend von einer Nutzung für Spionagezwecke aus.

## Die Satelliten
Die Entwicklung von Yaogan Weixing 1 wurde von der Volksbefreiungsarmee finanziert, in Fortschreibung der Aufklärungssatelliten vom Typ Fanhui Shi Weixing trug er die interne Bezeichnung Jianbing 5 1 (JB-5 1 bzw.  „Bahnbrecher 5 1“).
Der Bus des 2700 kg schweren Satelliten wurde an der Shanghaier Akademie für Raumfahrttechnologie gebaut, das Synthetic Aperture Radar am Institut für Elektronik der Chinesischen Akademie der Wissenschaften. Yaogan 1 war Chinas erster SAR-Satellit, er wurde am 26. April 2006 um 22:48 Uhr UTC mit einer Langer-Marsch-4C-Trägerrakete vom Kosmodrom Taiyuan in einen sonnensynchronen Orbit gebracht. Nachdem der Ausgangsorbit mit 601 × 621 km × 97.8° erreicht war, hob er vom 29. April bis zum 1. Mai seinen Orbit auf 628 × 629 km × 97,8° an.
Bei diesem Satelliten handelt es sich um ein frühes Beispiel des 2016 mit der Verschmelzung des militärischen und zivilen Sektors institutionalisierten Dual-Use-Prinzips: wenn sich der Satellit nicht über den USA, sondern über China befand, diente er der Landvermessung und zur Koordinierung von Hilfseinsätzen bei Naturkatastrophen.
Am 4. Februar 2010 wurde Yaogan 1 durch eine Explosion zerstört.
Yaogan Weixing 2 (Jianbing 6) wurde am 25. Mai 2007 zusammen mit einem 2,5 kg schweren, mit Infrarotsensor, einer CMOS-Kamera und einem S-Band-Transceiver ausgestatteten Picosatelliten (Zheda Pixing 1 bzw. MEMS-Pico) der Universität Chenyang mit einer Langer-Marsch-2D-Rakete in einen 631 × 655 km Orbit mit 97,8° Inklination gebracht. Es handelt sich dabei wahrscheinlich um einen technisch verwandten Satelliten, der aber anstelle des SAR-Radars eine optische Kamera verwendet.
Yaogan Weixing 3 ist ein am 11. November 2007 mit einer LM-4C-Rakete gestarteter Satellit der gleichen Baureihe wie Yaogan 1. Er wurde in einen 613 × 623 km Orbit mit 97,9° Inklination gebracht.
Yaogan Weixing 4 wurde am 1. Dezember 2008 mit einer LM-2D um 04:42 UTC vom Kosmodrom Jiuquan in einen 633 × 652 km Orbit mit 97,9° Inklination gestartet. Er gehört zur gleichen Baureihe wie Yaogan-2.
Yaogan Weixing 5 (Jianbing 8) wurde am 15. Dezember 2008 mit einer LM-4B um 03:22 UTC vom Kosmodrom Taiyuan in einen 519 × 520 km Orbit mit 97,6° Inklination gestartet. Es handelt sich dabei um einen Satelliten mit optischer Überwachungstechnik, welcher jedoch nicht der Yaogan-2, 4 Baureihe entspricht.
Yaogan Weixing 6 (Jianbing 7) wurde am 22. April 2009 mit einer LM-2C um 02:55 UTC vom Kosmodrom Taiyuan in einen 519 × 520 km Orbit mit 97,6° Inklination gestartet. Es handelt sich dabei um einen Satelliten mit Radarüberwachungstechnik.
Yaogan Weixing 7 wurde am 9. Dezember 2009 mit einer LM-2D um 08:42 UTC vom Kosmodrom Jiuquan gestartet.
Der Start von Yaogan Weixing 8 erfolgte am 15. Dezember 2009 vom Kosmodrom Taiyuan mit einer CZ-4C.
Yaogan Weixing 9 wurde am 5. März 2010 mit einer CZ-4C vom Kosmodrom Jiuquan gestartet. Es handelt sich um eine Konstellation aus den drei Satelliten Yaogan Weixing 9A, Yaogan Weixing 9B und Yaogan Weixing 9C.
Yaogan Weixing 10 wurde am 9. August 2010 mit einer CZ-4C vom Kosmodrom Jiuquan gestartet. Der Satellit wurde auf einer polaren, sonnensynchronen Bahn in einer Höhe zwischen 607 und 622 km ausgesetzt. Die Bahnneigung zum Äquator beträgt 97,8 Grad, ist also leicht rückläufig.
Yaogan Weixing 11 wurde am 22. September 2010 mit einer CZ-2D vom Kosmodrom Jiuquan gestartet.
Yaogan Weixing 12 wurde am 9. November 2011 gestartet und entspricht in der Bauart Yaogan 5.
Yaogan Weixing 13 wurde am 29. November 2011 gestartet und entspricht in der Bauart Yaogan 6.
Yaogan Weixing 14 wurde am 10. Mai 2012 gestartet und ist ein optischer Satellit.
Yaogan Weixing 15 wurde am 29. Mai 2012 mit einer Rakete des Typs Langer Marsch 4C gestartet und entspricht in der Bauart Yaogan 8. Der Satellit wurde auf einer nahezu kreisförmigen polaren Erdumlaufbahn mit einer Bahnhöhe von 1200 km und einer Neigung von 100,1° zum Äquator abgesetzt.
Yaogan Weixing 16 bis 28 starteten im Zeitraum vom 25. November 2012 bis zum 8. November 2015 mit CZ-2 und CZ-4. Bei den Nummern 16, 17, 20 und 25 handelte es sich jeweils um eine Gruppe aus drei Satelliten.
Der am 26. November 2015 mit einer CZ-4C in einer um 97,8° zum Äquator geneigten, sonnensynchronen Umlaufbahn von 615 × 619 km platzierte, von der Shanghaier Akademie für Raumfahrttechnologie hergestellte Yaogan 29 war Chinas erster SAR-Satellit mit einer Auflösung von besser als einem Meter. Das Radargerät war von damaligen Institut für Fernerkundung und digitale Geowissenschaften der Chinesischen Akademie der Wissenschaften entwickelt worden.
Von September 2017 bis Juli 2021 starteten mit Trägerraketen vom Typ CZ-2C die Gruppen Yaogan Weixing 30-01 bis -10, jeweils bestehend aus drei Satelliten. Von ihrem Hersteller, der Innovationsakademie für Mikrosatelliten der Chinesischen Akademie der Wissenschaften, werden diese Kleinsatelliten entweder Chuangxin 5-01 bis -10 (创新五号一组 etc.) genannt, oder, einzeln durchnummeriert, CX 5-01 bis -30.
Mit dem Start der zehnten Dreiergruppe am 19. Juli 2021 fand der Aufbau der Yaogan-30-Konstellation, die dem Ministerium für natürliche Ressourcen der Volksrepublik China untersteht und der Beobachtung von elektromagnetischen Phänomenen dient, seine Vollendung.
Von April 2018 bis März 2021 starteten mit Trägerraketen vom Typ CZ-4C die Gruppen Yaogan Weixing 31-01, -02, -03 und -04, jeweils bestehend aus drei Satelliten.
Yaogan Weixing 32-01, bestehend aus zwei Satelliten startete am 9. Oktober 2018. Yaogan 32-02 folgte nach einem am 13. September 2021 kurz vor dem Start abgebrochenen Versuch am 3. November 2021, wobei jedes Mal eine CZ-2C mit einem zusätzlichen Apogäumsmotor vom Typ Yuanzheng 1S zum Einsatz kam.
Beim Start von Yaogan Weixing 33 vom Kosmodrom Taiyuan am 24. Mai 2019 mit einer CZ-4C kam es zu einer Fehlfunktion der dritten Raketenstufe. Die Stufe stürzte zusammen mit der Nutzlast auf kambodschanischen Boden. Ein zweiter Startversuch am 27. Dezember 2020 mit einem Ersatzsatelliten fand vom weiter westlich gelegenen Kosmodrom Jiuquan statt, sodass weniger Nachbarstaaten überflogen wurden. Diesmal verlief alles nach Plan.
Der zweite Satellit der Serie, Yaogan 33-02, wurde am 2. September 2022, wieder mit einer CZ-4C, ebenfalls vom Kosmodrom Jiuquan gestartet. Dieser Satellit diente nach Angaben der chinesischen Regierung neben der Aufnahme von natürlichen Ressourcen auf dem Staatsgebiet Chinas, der Ernteabschätzung und dem Katastrophenschutz auch für wissenschaftliche Experimente.
Beobachter in den USA und in Finnland halten aber auch eine Nutzung des Satelliten für Aufklärungszwecke für möglich.
Auch Yaogan 33-03, der nach chinesischen Regierungsangaben dieselben Aufgaben hat wie Yaogan 33-02, wurde mit einer CZ-4C vom Kosmodrom Jiuquan gestartet. Der Start fand am 6. September 2023 statt, dem 35. Jahrestag des Erstflugs der CZ-4.
Am 26. September 2023 wurde Yaogan 33-04 gestartet, wieder mit einer CZ-4C vom Kosmodrom Jiuquan und nach offiziellen Angaben mit identischem Aufgabenbereich. Alle Satelliten der Serie Yaogan 33 wurden von der Shanghaier Akademie für Raumfahrttechnologie hergestellt. Westliche Beobachter zweifelten auch hier die Angaben der chinesischen Regierung an und sprachen mehr oder weniger deutlich von militärischen Aufklärungssatelliten.
Den offiziellen Zweck der von der Shanghaier Akademie für Raumfahrttechnologie hergestellten Satelliten der Baureihe Yaogan 34 fasste die chinesische Regierung weiter: Sie würden nicht nur für Straßen- und Stadtplanungszwecke, die Abschätzung von zu erwartenden Erntemengen sowie die Landvermessung und Beilegung von Streitigkeiten über Landnutzungsrechte in China dienen, sondern auch Geräte für die sichere Kommunikation bei Bauprojekten zur Modernisierung der Landesverteidigung in den Ländern entlang der Neuen Seidenstraße besitzen. Dies ähnelt Angaben zu den Erdbeobachtungssatelliten Gaofen 11 der Chinesischen Akademie für Weltraumtechnologie. Mit einer Auflösung im Meter-Bereich haben die optischen Systeme der Baureihe Yaogan 34 aber nur die Hälfte der Leistung der neueren Gaofen-Satelliten. Die Geheimhaltung von Details zu diesen Satelliten und ihre Umlaufbahnen lassen westliche Beobachter allerdings vermuten, dass sie zur militärischen Aufklärung genutzt werden. Yaogan 34-01 wurde am 30. April 2021 mit einer Trägerrakete vom Typ CZ-4C vom Kosmodrom Jiuquan in eine um 63° zum Äquator geneigte Umlaufbahn von 1116 × 1063 km gebracht, Yaogan 34-02 am 17. März 2022 in eine ebenfalls um 63° zum Äquator geneigte Umlaufbahn von 1111 × 1083 km. Yaogan 34-03 folgte am 15. November 2022. Die drei Satelliten wurden im weiteren Verlauf als Konstellation betrieben.
Am 31. März 2023 wurde Yaogan 34-04 gestartet.
Die ersten Exemplare der nach Regierungsangaben optischen Erdbeobachtungssatelliten Yaogan Weixing 35 wurden von der Hangtian Dong Fang Hong GmbH (Yaogan 35A und B) und vom Forschungsinstitut 509 der Shanghaier Akademie für Raumfahrttechnologie (Yaogan 35C) hergestellt. Sie sollen laut offizieller Angaben der Kartografierung von Bodenressourcen, der Abschätzung von Erntemengen, der Messung der Vegetationsfeuchtigkeit, d. h. Waldbrandgefahr sowie der Vorhersage und Beobachtung von Überschwemmungen dienen. Inoffiziell wird auch bei dieser Satellitenserie eine Nutzung für Aufklärungszwecke vermutet und an der Klassifikation als rein optisch arbeitende Satelliten gezweifelt.
Beim Start der Satelliten mit einer  Changzheng 2D vom Kosmodrom Xichang am 6. November 2021 kam erstmals eine Technik zum Einsatz, bei der die drei Satelliten in der Nutzlastverkleidung der Rakete hintereinander aufgereiht miteinander verbunden waren.
Die zweite Dreiergruppe der Serie, Yaogan 35-02, wurde am 23. Juni 2022 erneut mit einer Changzheng 2D vom Kosmodrom Xichang gestartet.
Die dritte Gruppe, Yaogan 35-03, wurde am 29. Juli 2022 mit derselben Rakete vom selben Kosmodrom gestartet. Auch hier wurden Yaogan 35-03A und B von der Dong Fang Hong GmbH hergestellt und Yaogan 35-03C vom Forschungsinstitut 509.
Die vierte Gruppe, Yaogan 35-04, folgte am 19. August 2022, Yaogan 35-05 am 6. September 2022.

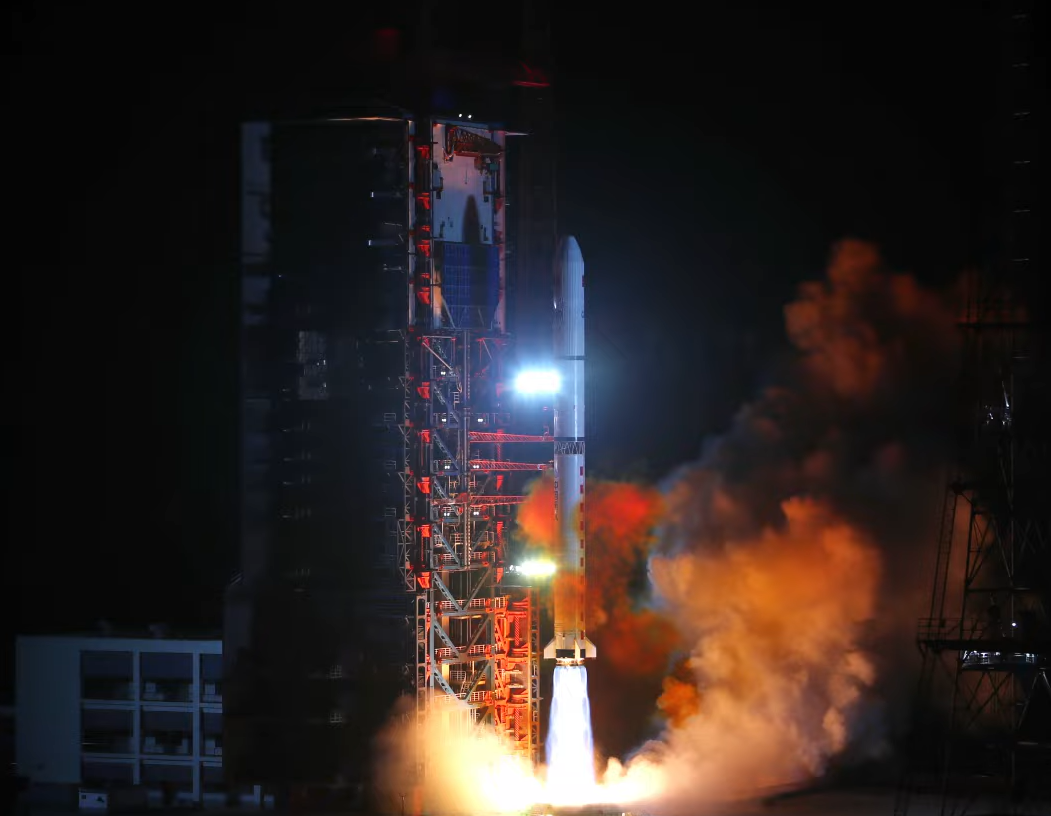
Start der Yaogan 36-03-Mission am 27. November 2022

Auch die Gruppen der Reihe Yaogan 36 bestehen aus jeweils 3 Satelliten. Die Satelliten A und B werden von der Chinesischen Akademie für Weltraumtechnologie hergestellt, der Satellit C von der Shanghaier Akademie für Raumfahrttechnologie. Die erste Gruppe, Yaogan 36-01 wurde am 26. September 2022 mit einer Changzheng 2D vom Kosmodrom Xichang gestartet.
Yaogan 36-02 folgte am 14. Oktober 2022, Yaogan 36-03 am 27. November 2022, Yaogan 36-04, am 14. Dezember 2022 statt.
Der letzte Satellitenstart, Yaogan 36-05, fand am 26. Juli 2023 statt; hier wurden alle drei Satelliten von der Shanghaier Akademie für Raumfahrttechnologie hergestellt.
Alle Satelliten der Yaogan-36-Reihe wurden mit Raketen vom Typ Changzheng 2D vom Kosmodrom Xichang gestartet.
Die von der Shanghaier Akademie für Raumfahrttechnologie hergestellten Satelliten vom Typ Yaogan 36C basieren nicht auf einem Satellitenbus der Firma, sondern es handelt sich um Sonderanfertigungen, bei denen die Nutzlasten fest in die tragende Struktur integriert sind. Dadurch reduziert sich zum einen die träge Masse des Satelliten, er kann schneller seine Fluglage ändern. Zum anderen besitzt er ein geringeres Volumen, die Sternsensoren etc. sind näher an den Instrumenten angeordnet, wodurch der Satellit präziser ausgerichtet werden kann. Ein Teil der Datenverarbeitung findet bereits an Bord statt, mit hoher Rechnerleistung und großer Geschwindigkeit, was die Datenübertragung zur Erde, die über mehrere Frequenzen erfolgt, erleichtert.
Yaogan 37 wurde am 13. Januar 2023 mit einer Changzheng 2D vom Kosmodrom Jiuquan ins All gebracht.
Bei den drei am 31. August 2023 mit einer Changzheng 2D vom Kosmodrom Xichang in eine um 35° zum Äquator geneigte Umlaufbahn von 500 km Höhe gebrachten Satelliten der Gruppe Yaogan 39 handelte es sich um militärische Fernerkundungssatelliten.
Weitere Gruppen der von der Chinesischen Akademie für Weltraumtechnologie und der Shanghaier Akademie für Raumfahrttechnologie hergestellten Serie Yaogan 39 wurde am 17. September 2023, am 5. Oktober 2023, am 23. Oktober 2023 und am 10. Dezember 2023 gestartet, jeweils mit einer Changzheng 2D vom Kosmodrom Xichang.
Die drei von der Hangtian Dong Fang Hong GmbH hergestellten Satelliten der Gruppe Yaogan 40 wurden am 10. September 2023 vom Kosmodrom Taiyuan mit einer Rakete vom Typ Langer Marsch 6A gestartet, die 4 t in eine sonnensynchrone Umlaufbahn bringen kann. Hierbei kam erstmals ein 5 m langes Zwischenstück zwischen der Oberstufe der Rakete und der Nutzlastverkleidung zum Einsatz, dessen Funktionsweise dem bei Ariane-Raketen verwendeten Speltra-System zum Aussetzen von Satelliten in zwei verschiedenen Orbits entfernt vergleichbar ist:
Zuerst wurde der größere der drei Satelliten in die Röhre – de facto eine zweite Nutzlastverkleidung – eingebaut und diese mit einem speziell konstruierten Deckel verschlossen. Der Deckel sorgte dafür, dass in der Röhre eine konstante Temperatur und Luftfeuchtigkeit herrschte und kein Schmutz eindringen konnte, während die Röhre auf die Oberstufe der Rakete gehoben wurde und man darauf wartete, bis die eigentliche Nutzlastverkleidung mit den anderen beiden darin verstauten Satelliten zur Startrampe gebracht und abschließend oben auf die Röhre gesetzt wurde.
Yaogan 41, ein von der Chinesischen Akademie für Weltraumtechnologie hergestellter, laut chinesischer Regierungsangaben optischer Erdbeobachtungssatellit, der zur Ressourcenkartografierung, Ernteabschätzung und Kontrolle der Umweltverschmutzung sowie zur Warnung vor Extremwetterereignissen diene, wurde am 15. Dezember 2023 mit einer schweren Trägerrakete vom Typ Langer Marsch 5 vom Kosmodrom Wenchang in eine geostationäre Umlaufbahn befördert. Wie die meisten Yaogan-Satelliten unterliegt auch dieser einem Ausmaß an Geheimhaltung, das unabhängige Beobachter vermuten lässt, er werde zumindest teilweise zur militärischen Aufklärung genutzt. Bei der Trägerrakete kam erstmals eine lange Nutzlastverkleidung mit 18,5 m statt 12,3 m zum Einsatz; im Inneren der Nutzlastverkleidung ist Platz für Nutzlasten mit bis zu 4,5 m Durchmesser.

## Bodensegment
Es gibt drei Bodenstationen, die die Daten der Yaogan-Satelliten empfangen und verarbeiten: Miyun bei Peking, Kaschgar, autonome Region Xinjiang und Sanya auf der Insel Hainan.
Seit dem 20. Januar 2022 ist auch der am 3. Juli 2020 im Rahmen des Nationalen Programms für die mittel- und langfristige Entwicklung der zivilen Weltraum-Infrastruktur (2015–2025) gestartete Erdbeobachtungssatellit Gaofen Duomo Weixing (高分多模卫星) mit einer Auflösung von 42 cm in das Netzwerk der vom Institut für Informationsgewinnung durch Luft- und Raumfahrt der Chinesischen Akademie der Wissenschaften betriebenen Satelliten und Bodenstationen eingebunden.